# Westlandstormvogel
De westlandstormvogel (Procellaria westlandica) is een vogel uit de familie van de stormvogels en pijlstormvogels (Procellariidae). Het is een endemische, kwetsbare, zeevogelsoort  van Nieuw-Zeeland.

## Kenmerken
De vogel is 50 tot 55 cm lang en weegt 800 tot 1200 g. Net als de zwarte stormvogel is deze zeevogel geheel roetzwart. Op zee is de vogel door waarnemers nauweljks van de zwarte stormvogel te onderscheiden. De snavel is iets forser, maar dat is geen bruikbaar veldkenmerk.

## Verspreiding en leefgebied
Het is een endemische stormvogel van Nieuw-Zeeland waar de vogels broeden in dicht met bos begroeide hellingen nabij de nederzetting Punakaiki in het noordwesten van het Zuidereiland. Buiten de broedtijd houden de vogels zich op in volle zee. Ze worden waargenomen in een relatief smalle strook van het zeegebied tussen de het zuiden van Chili tot aan het uiterste zuidoosten van Australië.

## Status
De westlandstormvogel heeft een beperkt broedgebied en daardoor is de kans op uitsterven aanwezig. De grootte van de populatie werd in 2016 door BirdLife International geschat op 16 duizend individuen. Gevreesd wordt dat de populatie-aantallen negatief worden beïnvloed door de langelijnvisserij en door de aanleg van infrastructuur in de buurt van de broedkolonies. Zo worden de vogels aangetrokken door nachtverlichting en vliegen zich te pletter tegen hoogspanningsleidingen. Verder moeten de broedkolonies vrij gehouden worden van invasieve predatoren zoals verwilderde katten. Om deze redenen staat deze soort sinds 2017 als bedreigd op de Rode Lijst van de IUCN.